# 3. Fußball-Liga (Polen)
Die 3. Liga (polnisch: trzecia liga polska) ist die vierthöchste Spielklasse im polnischen Fußball. 

## Einteilung
Die Liga ist in vier Gruppen mit jeweils 18 Mannschaften eingeteilt: 
- Gruppe 1: Ermland-Masuren, Podlachien, Masowien, Łódź
- Gruppe 2: Westpommern, Pommern, Kujawien-Pommern, Großpolen
- Gruppe 3: Lebus, Niederschlesien, Oppeln, Schlesien
- Gruppe 4: Kleinpolen, Heiligkreuz, Lublin, Karpatenvorland

Die Meister der Gruppen steigen in die 2. Liga auf, die fünf letzten Mannschaften steigen in die 4. Liga ab.
Bis zur Saison 2015/16 war die 3. Liga in acht Gruppen (Niederschlesien/Lebus, Kujawien-Pommern/Großpolen, Lublin/Karpatenvorland, Łódź/Masowien, Kleinpolen/Heiligkreuz, Oppeln/Schlesien, Podlachien/Ermland-Masuren und Pommern/Westpommern) mit 16 bis 20 Teams aufgeteilt. Die acht Meister ermittelten dabei vier Aufsteiger in die 2. Liga.

## Meister und Aufsteiger 2024/25
- Gruppe 1: Unia Skierniewice
- Gruppe 2: Sokół Kleczew
- Gruppe 3: Śląsk Wrocław II
- Gruppe 4: Sandecja Nowy Sącz
- Play-off: Podhale Nowy Targ

## Vereine 2025/26
| Gruppe 1 Ermland-Masuren/Podlachien/Masowien/Łódź | Gruppe 2 Westpommern/Pommern/Kujawien-Pommern/Großpolen | Gruppe 3 Lebus/Niederschlesien/Oppeln/Schlesien | Gruppe 4 Kleinpolen/Heiligkreuz/Lublin/Karpatenvorland |
| ------------------------------------------------- | ------------------------------------------------------- | ----------------------------------------------- | ------------------------------------------------------ |
|                                                   |                                                         |                                                 |                                                        |
| Broń Radom                                        | Błękitni Stargard                                       | Carina Gubin                                    | Avia Świdnik                                           |
| GKS Bełchatów                                     | Cartusia Kartuzy                                        | Górnik Zabrze II                                | Chełmianka Chełm                                       |
| GKS Wikielec                                      | Elana Toruń                                             | Górnik Polkowice                                | KS Cracovia II                                         |
| Jagiellonia Białystok II                          | Flota Świnoujście                                       | Karkonosze Jelenia Góra                         | Czarni Połaniec                                        |
| KS CK Troszyn                                     | Kluczevia Stargrad                                      | KS Goczałkowice-Zdrój                           | Korona Kielce II                                       |
| KS Wasilków                                       | Lech Posen II                                           | Lechia Zielona Góra                             | KSZO Ostrowiec Świętokrzyski                           |
| Lechia Tomaszów Mazowiecki                        | Lipno Stęszew                                           | LZS Stariwice Dolne                             | Naprzów Jędrzejów                                      |
| Legia Warschau II                                 | Noteć Czarnków                                          | Miedź Legnica II                                | Podlasie Biała Podlaska                                |
| ŁKS 1926 Łomża                                    | Pogoń Nowe Skalmierzyce                                 | MKS Kluczbork                                   | Pogoń-Sokół Lubaczów                                   |
| Mławianka Mława                                   | Pogoń Stettin II                                        | Pniówek Pawłowice Śląskie                       | Siarka Tarnobrzeg                                      |
| Olimpia Elbląg                                    | Polonia Środa Wielkopolska                              | Polonia Nysa                                    | Sokół Kolbuszowa Dolna                                 |
| Świt Nowy Dwór Mazowiecki                         | Tłuchovia Tłuchowo                                      | Skra Częstochowa                                | Sparta Kazimierza Wielka                               |
| Warta Sieradz                                     | Unia Swarzędz                                           | Słowianin Wolibórz                              | Stal Kraśnik                                           |
| Widzew Łódź II                                    | Victoria Września                                       | Sparta Katowice                                 | Star Starachowice                                      |
| Wigry Suwałki                                     | Wida Świecie                                            | Stal Jasień                                     | Świdniczanka Świdnik                                   |
| Wisła Płock II                                    | Wikęd Luzino                                            | Ślęza Wrocław                                   | Wisła Krakau II                                        |
| Ząbkovia Ząbki                                    | Wybrzeże Rewalskie Rewal                                | Warta Gorzów Wielkopolski                       | Wisłoka Dębica                                         |
| Znicz Biała Piska                                 | Zawisza Bydgoszcz                                       | Zagłębie Lubin II                               | Wiślanie Skawina                                       |